# Flugplatz Poznań-Bednary

i7
i11
i13
Der Flugplatz Poznań-Bednary (ICAO-Code: EPPB) ist ein Flugplatz nahe dem Ort Bednary, 24 Kilometer nordwestlich von Poznań (dt. Posen). Er wurde 1940 als Fliegerhorst Tonndorf von der Luftwaffe der Wehrmacht angelegt.

## Geschichte
Der Fliegerhorst Tonndorf wurde 1940 eröffnet. Die Start- und Landebahn hatte einen Grasuntergrund. Seit Oktober 1941 lagen verschiedene Flugzeugführerschulen auf dem Platz. Ab Juli 1944 waren auch aktive fliegende Verbände hier stationiert.
Die folgende Tabelle zeigt eine Auflistung aller fliegender aktiver Einheiten (ohne Schul- und Ergänzungsverbände) die hier zwischen 1944 und 1945 stationiert waren.
| Von          | Bis            | Einheit                                              | Ausrüstung                                                 |
| ------------ | -------------- | ---------------------------------------------------- | ---------------------------------------------------------- |
| Juli 1944    | Oktober 1944   | I./KG 55 (I. Gruppe des Kampfgeschwaders 55)         | Heinkel He 111H-11, Heinkel He 111H-16, Heinkel He 111H-20 |
| Juli 1944    | September 1944 | II./KG 55                                            | Heinkel He 111H-16                                         |
| Oktober 1944 | Januar 1945    | III./KG 4                                            | Heinkel He 111H-16, Heinkel He 111H-20                     |
| Januar 1945  | Januar 1945    | 13.(Pz)/SG 9 (13. Staffel des Schlachtgeschwaders 9) | Henschel Hs 129B-2, Henschel Hs 129B-3                     |

Seit 1945 liegt der Flugplatz in Polen und gehört heute zur Gemeinde Bednary im Powiat Poznański (Landkreis Poznań) in Zentralpolen in der Woiwodschaft Großpolen. Der Flugplatz ist immer noch in Betrieb und wird für Sportflugzeuge genutzt. In der zweiten Septemberhälfte findet auf dem Gelände die AGRO SHOW, die größte landwirtschaftliche Freilichtausstellung in Europa statt.